# 森開こゆき
森開 こゆき（もりかい こゆき、1992年1月23日 - ）は、フリーアナウンサー、起業コンサルタント、編み物作家。

## 来歴・人物
富山県黒部市出身。
富山県立富山中部高等学校、立教大学卒業。
2019年4月にテレビ金沢契約アナウンサーとなる。
2022年3月に契約満了を迎え、同局を退社。
同年4月からフリーランスとなる。

## 出演

### 現在
- なし

### 過去

#### アドバンス社
- テレ金レジャナビSummer
- ミタイノコレクション(チューリップテレビ)
- となりのテレ金ちゃんお知らせコーナー

#### テレビ金沢
- となりのテレ金ちゃん
- 北國新聞ニュース
- テレビ金沢ニュース
- みやぞん&ゆめっち&かなで 中部10県秋の絶景 自撮りで全部いただきま〜す!（中京テレビ制作 2020年9月13日)
- オードリーさん、ぜひ会ってほしい人がいるんです。(中京テレビ制作　2020年12月11日・12月18日、2021年9月27日)
- 中部10県特別番組　年越す前にこれだけは言わせろ！グランプリ2020(中京テレビ制作　2020年12月20日)
- みやぞん&DJKOO&かなでが行く!中部10県おいしい音探しの旅(中京テレビ制作　2021年6月20日)
- 情熱魂(2021年)
- ぶんぶんセブン(2021年)
- 誉、農業はじめました(2020年 )
- まいどさんの金沢クイズ(2021年 ｰ 2022年)
- お悩み相談牧場 東野幸治のチクチクバンバン!!(2022年3月4日)